# Рутвиця жовта
Рутвиця жовта (Thalictrum flavum) — вид рослин родини жовтецеві (Ranunculaceae), поширений у Європі, середній Азії й західному Сибіру. Має використання в народній медицині.

## Опис
Багаторічна трава 40–100 см заввишки, довгокоренева зі столонами. Стебло нерозгалужене до цвітіння, рифлене. Листки чередуються, черешкові, прилисткові. Черешки базальних листків з широкою основою з перекривними краями, навколо стовбура. Стеблових листків 5–7. Листові пластини від яйцюватих до трикутних, 2–3-перисті. Листові сегменти іноді прилисткові. Вторинні листові сегменти (вузько) зворотнояйцюваті, округлі на основі, поля загнуті, низ сіруватий.
Суцвіття досить коротке, щільне, рясноквіте (іноді нещільне й розкиданоквіте) — майже безлистий складний щиток. Квіти запашні, радіально симетричні, жовті, ≈ 1 см упоперек. Немає пелюсток. Чашолистків 4–5, зеленувато-білі, рано в'януть. Тичинок багато, нитки жовті, 2–4 мм завдовжки; пиляки очевидно коротші. Маточок 6–9. Плід — ≈10-хребетна, 3–4.5 мм завдовжки, безчерешкова сім'янка.

## Поширення
Поширений у Європі, середній Азії й західному Сибіру. Населяє заліснені луки, узбіччя доріг і залізниць.
В Україні зростає на вологих луках, берегах річок, серед чагарників — на всій території, спорадично.

## Галерея

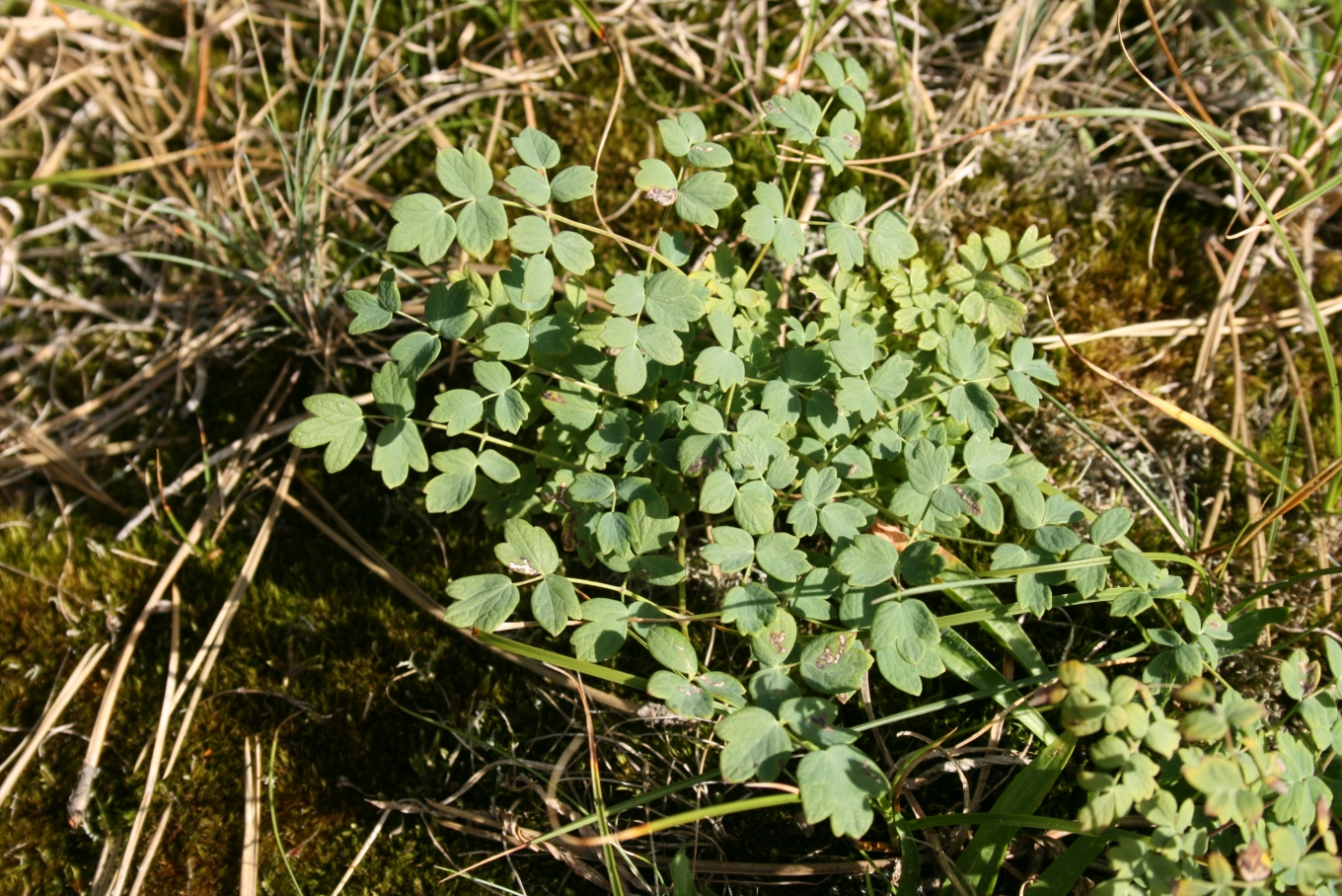
листя
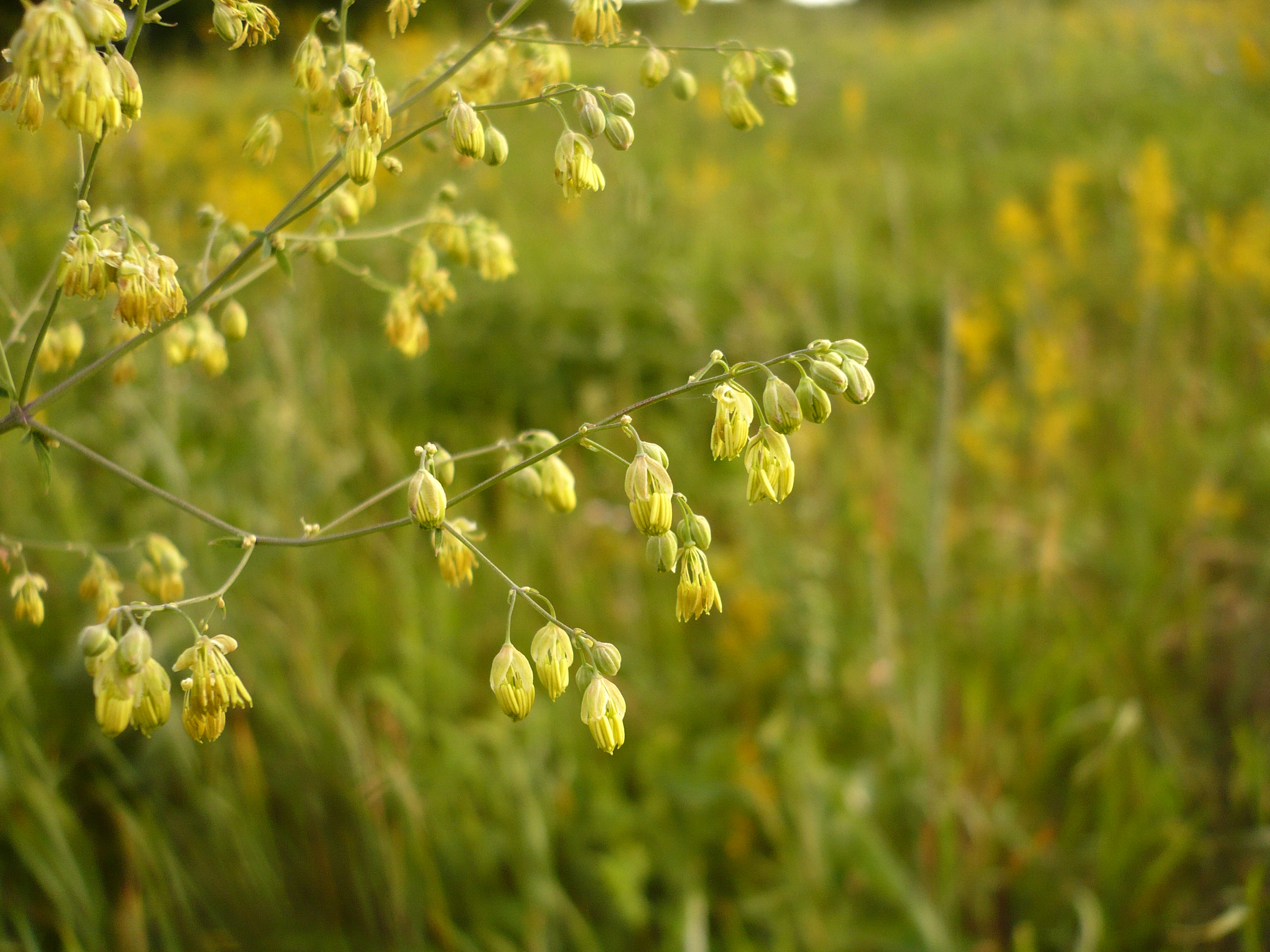
квіти
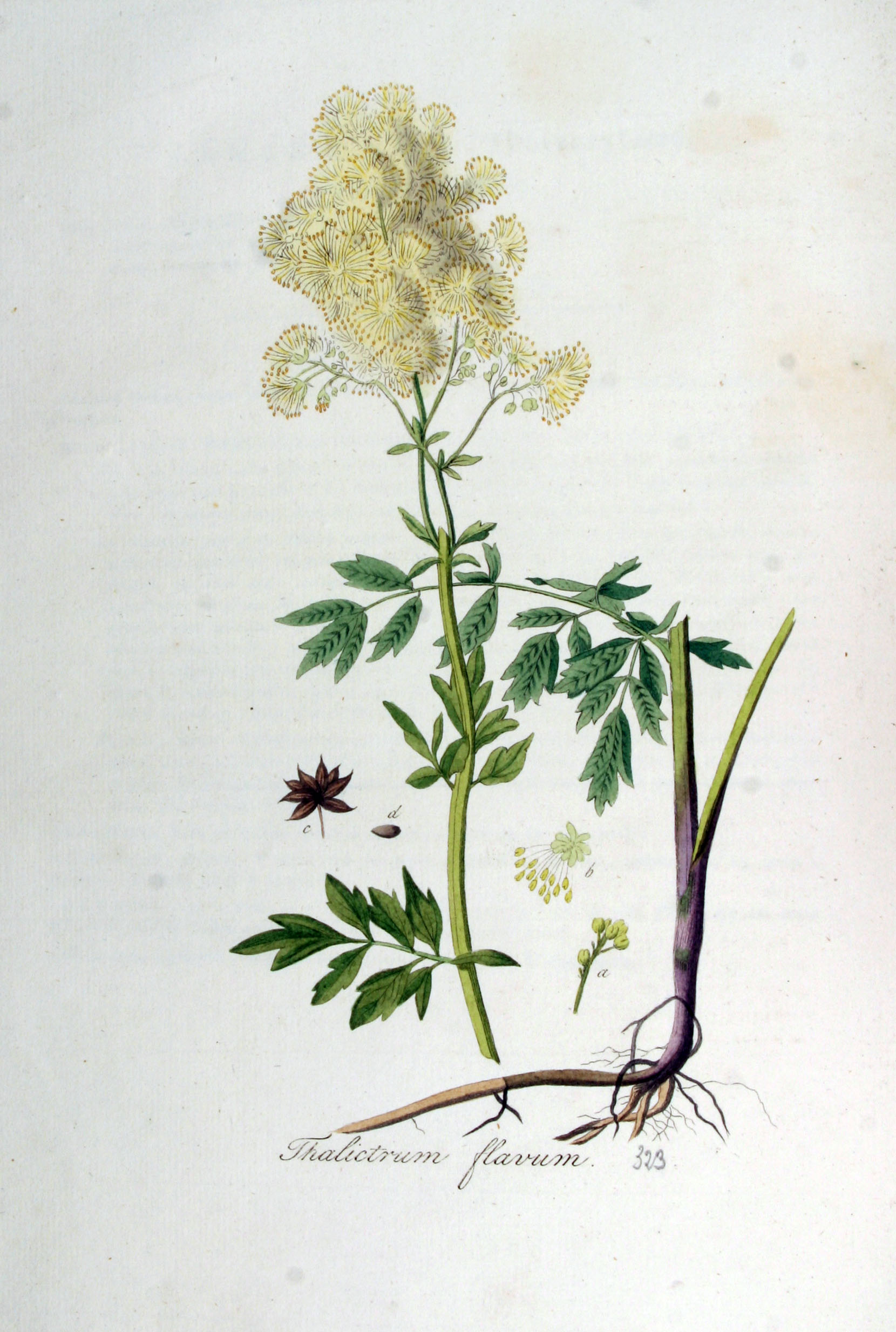
ілюстрація